# 台北聖家堂
聖家堂是位於台灣台北市大安區的天主教教堂，也是台灣最大的天主教聖堂，隸屬於天主教台北總教區，並由耶穌會負責牧養該堂區。該教堂坐落於聚集多個宗教場所的新生南路，與大安森林公園僅一街之隔，且交通便利，鄰近台北捷運東門站、大安森林公園站，靠近臺北市大安區新生國民小學及臺北市立金華國民中學。

## 興建

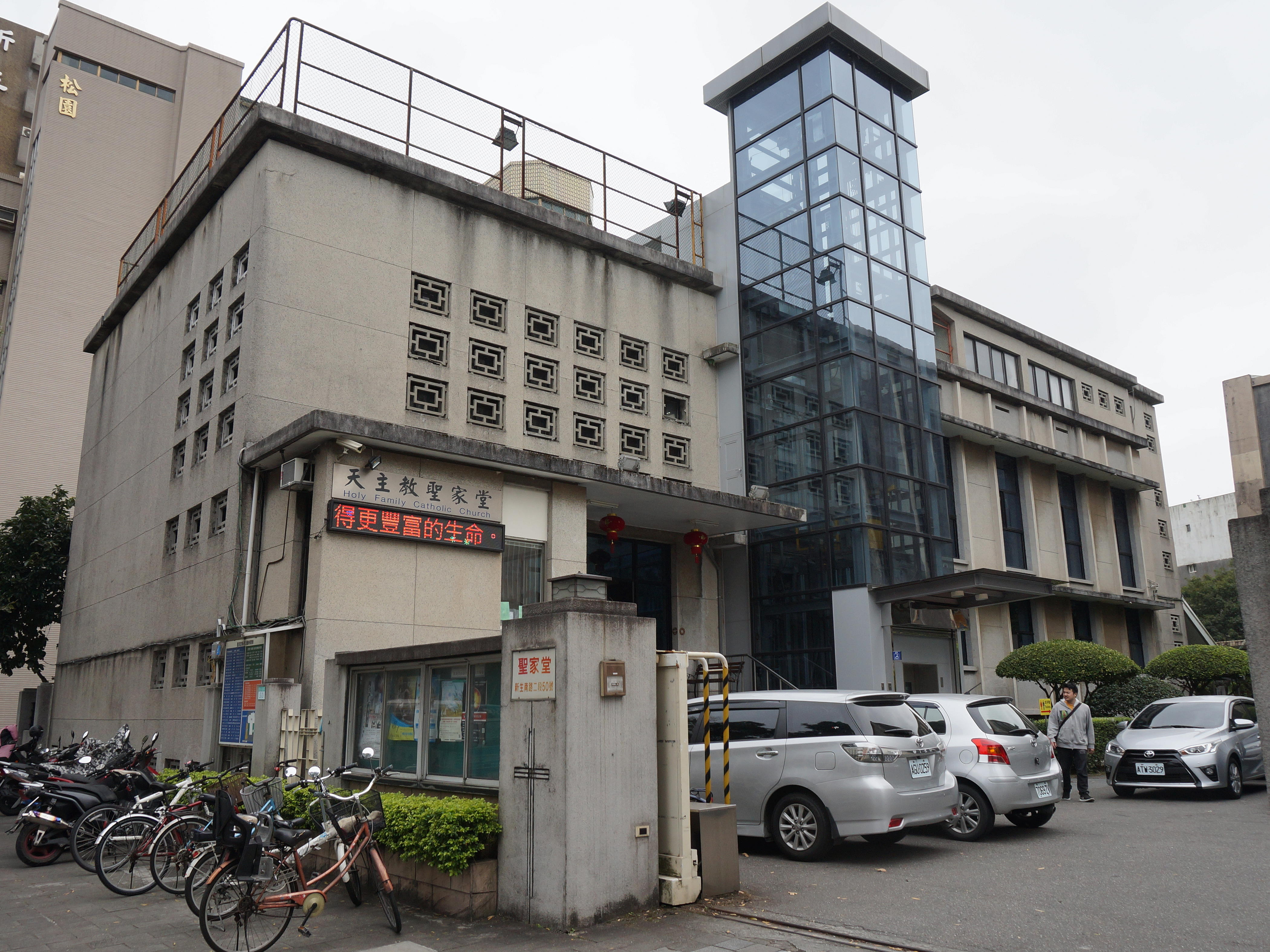
台北聖家堂A棟

1952年3月，冉守謙、魏善強、巴恩理、南懷義等四位耶穌會會士應天主教台北總主教郭若石之請，在台北市安東街（現今瑞安街）租一棟日式房屋開始傳教，為該堂區的第一座聖堂，也是台北總教區的第4個堂區。此後在1953年，他們購置了台北市新生南路的土地建該堂第二座聖堂。1956年在潮州街又成立了潮州分堂。1957年，陸德全神父在永康街成立分堂，以服務使用台語的教友。1962年6月，在教堂現址開始興建第三座聖堂，由建築師林柏年設計。該堂于1965年落成，1月10日祝聖後正式啟用。

## 建築特色

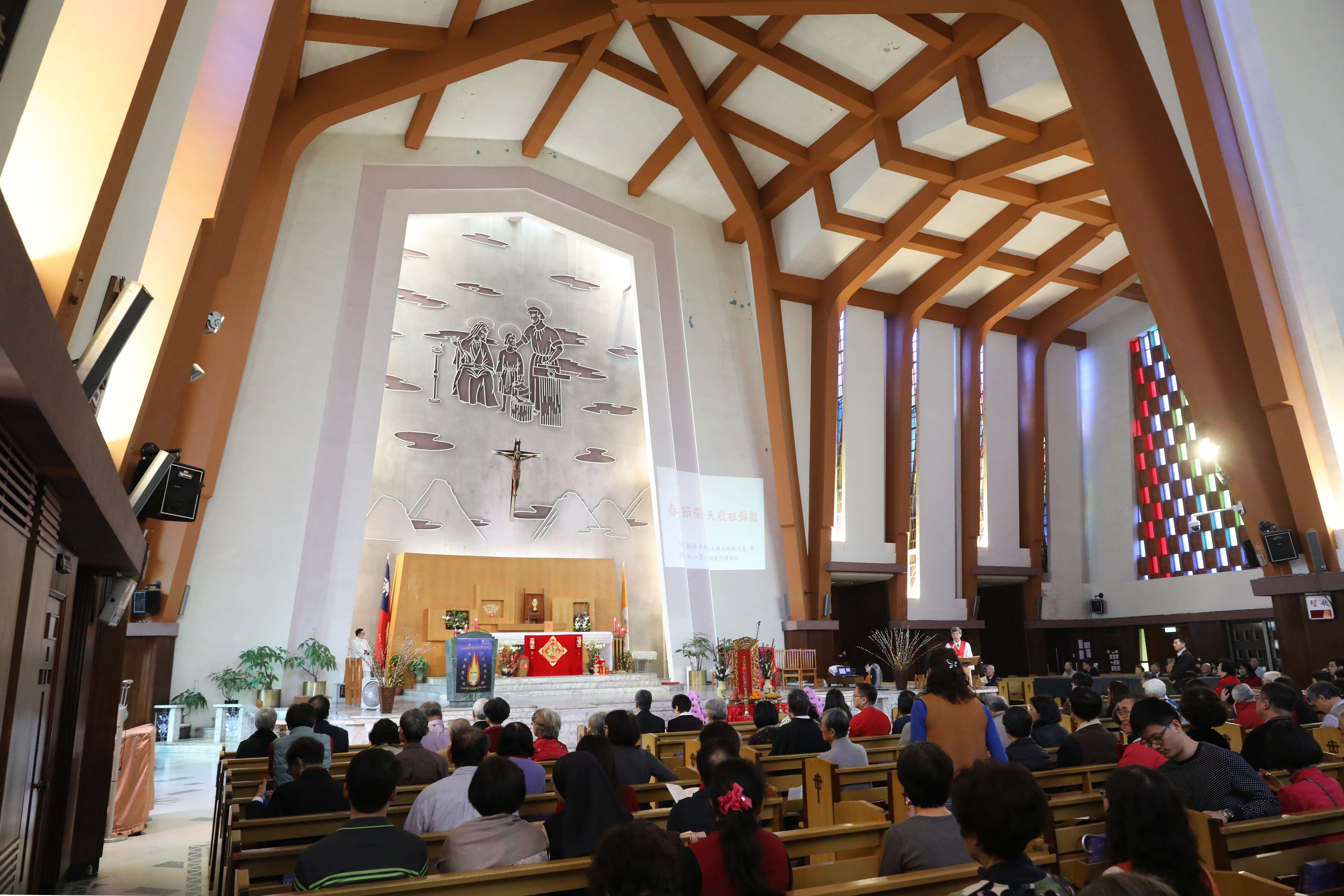
台北聖家堂主棟內部

### 帳篷式建築
台北聖家堂的建築內部呈現出帳蓬式的形狀，因過去猶太人建立會幕放置約櫃，做為天主的居所，且為天主與人之間的相聚之地，因而在內部使用帳蓬的形狀做基礎，並代表著告知人們在地球上生活著僅是過客，因此要妥善地度過自己的今生。高挑的天花板則表示人與天主可以更為接近的意義。

### 百年彩繪鑲嵌玻璃
台北市聖家堂彩繪玻璃在2000年12月鑲嵌於教堂，彩繪玻璃是經十九世紀法國藝術家李維克依據聖經中的故事去繪製出來的，教堂中十八座的彩繪玻璃是來自比利時的耶穌會教堂，而此些玻璃從1878年就已在比利時耶穌會教堂中。在1998年時，因比利時教堂需要進行改建，而願意將這十八座彩繪玻璃轉贈，並在網路上發出訊息說明願意給條件符合且給予保管的教堂。
清泉天主堂的丁松青神父獲得此消息後，與對方表達願意接收此些有百年歷史的彩繪玻璃，並獲得對方的同意，因而新竹清泉天主堂接收了這十八座彩繪玻璃，而經歷多年的彩繪玻璃送至於台灣後，出現部分損毀而經由丁松青神父半年的修護，使其回復原初的色彩。而後，經由義大利籍前聖家堂本堂神父王秉鈞推薦下送至聖家堂，鑲嵌至聖家堂玻璃上也由專業設計師及國立故宮博物院典藏技術人員技術指導進行裝置作業，丁松青神父也請泰雅族青年來到聖家堂協助裝置工作，而聖家堂教會的各個團體及9教友也為鑲嵌玻璃經費做出貢獻。

## 彌撒禮儀時間
以下時間以當地時間（臺灣時間）為準

### 彌撒
- 主日彌撒（大聖堂）：

週六 17:30 （普通話）
週日 
07:00 （臺灣話） 
 08:30 （普通話）
 09:45 （英語）
 11:00 （普通話）
 17:00 （青年）
- - 08:30 兒童彌撒（第2、3、5 主日在二樓禮堂）
  - 10:00 印尼語彌撒（第3、4主日於小聖堂）
  - 14:30 日語彌撒（第2、4主日於小聖堂）
- 平日彌撒（小聖堂）：06:45、17:30

### 其它禮儀
- 明供聖體——每月首星期五 08:00～19:00；其他週的星期五 08:00～12:00於小聖堂。每週四 19:30 ～20:30 於小聖堂
- 耶穌聖心彌撒——每月首星期五 19: 30
- 守聖時——19:30 每月首星期四

## 外部連結
- 天主教臺北聖家堂 （页面存档备份，存于）